# Aire urbaine de Sallanches
L'aire urbaine de Sallanches est une aire urbaine française composée des onze communes de l'unité urbaine de Sallanches, en Haute-Savoie (9 communes) et Savoie (2). Elle comptait 44 172 habitants en 2013.

## Composition selon la délimitation de 2010
| Nom                       | Code Insee | Statut | Superficie (km2) | Population (dernière pop. légale) | Densité (hab./km2) |
| ------------------------- | ---------- | ------ | ---------------- | --------------------------------- | ------------------ |
| Combloux                  | 74083      |        | 17,27            | 2 094 (2022)                      | 121                |
| Cordon                    | 74089      |        | 22,35            | 984 (2022)                        | 44                 |
| Demi-Quartier             | 74099      |        | 8,9              | 803 (2022)                        | 90                 |
| Domancy                   | 74103      |        | 7,4              | 2 203 (2022)                      | 298                |
| Flumet                    | 73114      |        | 17,15            | 798 (2022)                        | 47                 |
| Megève                    | 74173      |        | 44,11            | 2 927 (2022)                      | 66                 |
| Passy                     | 74208      |        | 80,03            | 10 852 (2022)                     | 136                |
| Praz-sur-Arly             | 74215      |        | 22,64            | 1 289 (2022)                      | 57                 |
| Saint-Gervais-les-Bains   | 74236      |        | 63,63            | 5 678 (2022)                      | 89                 |
| Saint-Nicolas-la-Chapelle | 73262      |        | 23,63            | 490 (2022)                        | 21                 |
| Sallanches                | 74256      |        | 65,87            | 17 041 (2022)                     | 259                |

### Évolution
- 1999 : 9 communes
- 2010 : 11 communes
  - Ajout de Flumet et Saint-Nicolas-la-Chapelle

## Caractéristiques en 1999
D'après la définition qu'en donne l'INSEE, l'aire urbaine de Sallanches est composée de 9 communes, situées dans la Haute-Savoie. Ses 43 633 habitants font d'elle la 158e aire urbaine de France.
9 communes de l'aire urbaine sont des pôles urbains.
Le tableau suivant détaille la répartition de l'aire urbaine sur le département (les pourcentages s'entendent en proportion du département) :
| Département  | Communes | Communes (%) | Superficie (km²) | Superficie (%) | Population (2010) | Population (%) |
| ------------ | -------- | ------------ | ---------------- | -------------- | ----------------- | -------------- |
| Haute-Savoie | 9        | 3,1          | 332,20           | 7,4            | 43 633            | 5,9            |